# 梅原伸亮
梅原 伸亮（うめはら のぶあき、1983年9月13日 - ）は、大阪府高槻市出身の元プロ野球選手（投手、右投右打）・コーチ。

## 経歴

### プロ入り前
京都・寺戸中学時代の同級生にロッテの今江敏晃がいる。自身は小、中と長岡京スポーツ少年団の軟式で投手。
金光大阪高等学校では3年春からベンチ入りで、3年夏は1番を着けたが登板なし。1年後輩には吉見一起がいる。
高校時代から作り上げたトルネードに近い投球フォームで、京都学園大学では2年春からエースとなり、3年春の京都教育大学戦でノーヒットノーランを記録。4年秋に敢闘賞、ベストナインを獲得。そして、同年秋の大学生・社会人ドラフトで広島から4順目に指名された。京都学園大初のプロ野球選手で、併設校である京都商業高（当時の校名は京都学園高）出身の沢村栄治を憧れの選手に挙げている。また、かつてその沢村とも同じ背番号14を背負っていた津田恒実のようにストレート勝負が出来る投手になりたい、とも述べている。なお、大学は2019年に京都先端科学大学へ校名変更しており、結果的に唯一の京都学園大学からのドラフト指名選手となった。

### 広島時代
2006年、春季キャンプで右肩痛を発症したが、9月13日に1軍初登板を果たした。
2007年は腰痛の影響で1度も1軍で投げることなく2軍でも4試合の登板にとどまり、10月5日に入団2年目にして戦力外通告を受けた。戦力外後は、2回の12球団合同トライアウトに参加した。なお11月30日付で自由契約公示された。元チームメイトで、元香川オリーブガイナーズ所属の天野浩一に連絡し協力を受けて徳島インディゴソックスの入団テストの受験に至った。12月7日、徳島インディゴソックスの入団テストを受け合格した。この際、合格時には1年後再びNPBトライアウトを受験すると語っていた。

### 徳島時代
2008年8月より、監督代行に就任した森山一人の後を埋める形で選手兼任のコーチに就任、シーズン終了まで務めた。
2009年は選手専任に復帰する予定だったが、ケガのため契約を結ばず練習生でのスタートとなった。しかし、ケガが回復しなかったため5月4日限りで徳島を退団した。シーズン終了後、12球団合同トライアウトに参加した。

## 詳細情報

### 年度別投手成績
| 年 度     | 球 団     | 登 板 | 先 発 | 完 投 | 完 封 | 無 四 球 | 勝 利 | 敗 戦 | セ 丨 ブ | ホ 丨 ル ド | 勝 率 | 打 者 | 投 球 回 | 被 安 打 | 被 本 塁 打 | 与 四 球 | 敬 遠 | 与 死 球 | 奪 三 振 | 暴 投 | ボ 丨 ク | 失 点 | 自 責 点 | 防 御 率 | W H I P |
| --------- | --------- | ----- | ----- | ----- | ----- | -------- | ----- | ----- | -------- | ----------- | ----- | ----- | -------- | -------- | ----------- | -------- | ----- | -------- | -------- | ----- | -------- | ----- | -------- | -------- | ------- |
| 2006      | 広島      | 3     | 0     | 0     | 0     | 0        | 0     | 0     | 0        | 1           | ----  | 6     | 1.1      | 2        | 0           | 1        | 0     | 0        | 0        | 0     | 0        | 1     | 1        | 6.75     | 2.25    |
| 通算：1年 | 通算：1年 | 3     | 0     | 0     | 0     | 0        | 0     | 0     | 0        | 1           | ----  | 6     | 1.1      | 2        | 0           | 1        | 0     | 0        | 0        | 0     | 0        | 1     | 1        | 6.75     | 2.25    |

### 記録
NPB
- 初登板：2006年9月13日、対阪神タイガース17回戦（広島市民球場）、6回表2死に3番手で救援登板、1/3回無失点
- 初ホールド：2006年9月19日、対読売ジャイアンツ20回戦（広島市民球場）、6回表に2番手で救援登板、2/3回無失点

#### 独立リーグでの投手成績
以下の数値は四国アイランドリーグplusウェブサイト掲載の各シーズン選手成績による。
| 年 度     | 球 団     | 防 御 率 | 登 板 | 勝 利 | 敗 戦 | セ 丨 ブ | 完 投 | 完 封 | 無 四 球 | 投 球 回 | 打 者 | 被 安 打 | 被 本 塁 打 | 奪 三 振 | 与 四 球 | 与 死 球 | 失 点 | 自 責 点 |
| --------- | --------- | -------- | ----- | ----- | ----- | -------- | ----- | ----- | -------- | -------- | ----- | -------- | ----------- | -------- | -------- | -------- | ----- | -------- |
| 2008      | 徳島      | 4.02     | 23    | 2     | 5     | 2        | 2     | 0     | 0        | 78.1     | 350   | 71       | 0           | 35       | 55       | 7        | 42    | 35       |
| 通算：1年 | 通算：1年 | 4.02     | 23    | 2     | 5     | 2        | 2     | 0     | 0        | 78.1     | 350   | 71       | 0           | 35       | 55       | 7        | 42    | 35       |

### 背番号
- 14 （2006年 - 2007年）
- 13 （2008年）